# 来栖史江
来栖 史江（くるす ふみえ、1966年9月10日 - ）は、近畿地方を拠点に活動する日本のフリーアナウンサー。旧姓：高梨。

## 来歴
千葉県浦安市出身。大妻中学校・高等学校、大妻女子大学文学部国文学科（現・日本文学科）を卒業後、静岡放送 (SBS) に入社。同局には5年間在籍していた。
静岡放送を退社後、日本語教師になるために東京都内の養成学校に通う。ただし資格を取った後も、インターカルトランゲージセンターの日本語教師をしながらジャパンエフエムネットワークのラジオパーソナリティを務めるなど、アナウンサーとしての活動を続けていた。
その後、アナウンサーの夫と結婚したのを機に兵庫県西宮市へ移住。以後は、関西のラジオ番組でパーソナリティを務めている。また、この地方で活動する女性奏者たちとともに、子供向け・大人向けそれぞれのお話会や親子向けのコンサートなどを開いている。
2008年、ユーハイム主催の第27回ゲーテの詩朗読コンテストに参加し、優勝を果たす。2013年秋からは、同志社女子大学や流通科学大学などで朗読の非常勤講師を務めている。2017年春からは、仕事を続けながら梅花女子大学大学院に通い、児童文学について学んでいる。
長男と次男がいる。

## 担当番組
特記のないデータは、すべて来栖本人がブログで公表しているデータからの参考。

### 静岡放送
- 静岡発!そこが知りたい（SBSテレビ） - リポーター
- 今夜もSODA!パステルミュージアム（SBSラジオ） - パーソナリティ
- 元気爆発!パノラマワイド（SBSラジオ） - アシスタント

### フリー転向後
- THIS MORNING（ジャパンエフエムネットワーク） - パーソナリティ
- 朝いちばん!（毎日放送） - リポーター
- ジェフとかずぼんのとんでもフライデー（AM神戸） - アシスタント
- 広報神戸探検隊（AM神戸）
- 世界のみんなとつながろう（さくらFM） - 日本語パーソナリティ
- SakuっとLa・ら・Ra西宮（さくらFM） - 火曜パーソナリティ[3]